# تلمبه شهید طالبی
تلمبه شهید طالبی، یک آبادی از توابع بخش شهداد، شهرستان کرمان در استان کرمان ایران است.

## جمعیت
این آبادی در دهستان تکاب قرار دارد و براساس سرشماری مرکز آمار ایران در سال ۱۳۹۵، جمعیت آن ۱۳۰ نفر (۳۶ خانوار) بوده‌است.